# Haibach ob der Donau
Haibach ob der Donau est une commune autrichienne du district d'Eferding en Haute-Autriche.